# اروین تیشلر
اروین تیشلر (انگلیسی: Erwin Tischler؛ زادهٔ ۲۷ ژوئیهٔ ۱۹۵۱) دوچرخه‌سوار اهل آلمان غربی است.